# Phellinus kamahi
Phellinus kamahi är en svampart som först beskrevs av Gordon Herriot Cunningham, och fick sitt nu gällande namn av P.K. Buchanan & Ryvarden 1988. Phellinus kamahi ingår i släktet Phellinus och familjen Hymenochaetaceae.   Inga underarter finns listade i Catalogue of Life.